# Yesterday and today
Yesterday and today, a 50th anniversary tribute to Yes is een verzamelalbum op initiatief van Dave Kerzner en Fernando Perdomo, beiden musici uit de progressieve rock.
Kerzner, voornamelijk muzikant, is opgegroeid met muziek uit die stroming uit de tijd van de jaren zeventig en wordt beïnvloed door Yes, Genesis, Pink Floyd, Rush, Emerson, Lake & Palmer etc. Perdomo, voornamelijk muziekproducent en gitarist, liet zich meer inspireren door Yes-producers Eddie Offord en Trevor Horn. Ze traden beiden op tijdens concerten die werden naam gegeven werd onder Cruise to the edge, een verwijzing naar het Yesalbum Close to the Edge. Ze raakten daarbij in contact met de leden van Yes. Het album werd opgenomen in het kader van Sonic Elements, een verzameling van tributealbums. Yesterday and today is opgenomen in de studio's van Kerzner en Perdomo, aangevuld met opnamen bij de musici thuis. 
Het album is opgedragen aan Chris Squire en Peter Banks, overleden Yes-leden. Het logo op de voorkant van het album is afkomstig van Peter Banks.
Edwin Ammerlaan noemde dit eerbetoon liefdevol en met verrassingen, meest in de opvallende musici die aan het project deelnamen zoals Steve Hackett en Curved Air.

## Tracks en musici
- Machine Messiah (10:27)
  - geschreven door Steve Howe, Chris Squire, Trevor Horn, Geoff Downes, Alan White
  - uitvoerenden: Nick D'Virgilio (zang), Randy McStine (achtergrondzang), Geoff Downes (toetsen), Dave Kerzner (aanvullende toetsen), Johnny Bruhns (gitaar), Fernando Perdomo (basgitaar en aanvullende gitaar), Joe Cass (drumstel)
- Yours Is No Disgrace (9:38)
  - geschreven door: Jon Anderson, Chris Squire, Steve Howe, Tony Kaye, Bill Bruford
  - uitvoerenden: Marisol Koss, Dennis Atlas (zang), Tony Kaye, Dave Kerzner (toetsen), Johnny Bruhns )gitaar), Fernando Perdomo (akoestische gitaar, basgitaar), Billy Sherwood (basgitaar), Jay Schellen (drumstel)
- Turn of the Century (2:07)
  - geschreven door Jon Anderson, Steve Howe, Alan White
  - uitvoerenden: Sally Minnear (zang), Dave Bainbridge (gitaar, boezoeki), Dave Kerzner (harmonium, claviola)[2]
- Sweetness (5:11)
  - geschreven door Jon Anderson, Chris Squire, Clive Bailey
  - uitvoerenden: Pat Sansone (zang, toetsen, akoestische gitaar), Fernando Perdomo (basgitaar, akoestische gitaar, toetsen, elektrische gitaar), Derek Cintron (drumstel)
- Soon (6:34)
  - geschreven door Jon Anderson
  - uitvoerenden: Sonja Kristina (zang). Robert Norton (toetsen), Paul Sax (viool), Kit Morgan (gitaren), Chris Harris (basgitaar), Andy Tween (drums) alle uit Curved Air met Fernando Perdomo en Dave Kerzner (toetsen)
- Cinema (3:01)
  - geschreven door Chris Squire, Trevor Rabin, Alan White en Tony Kaye
  - uitvoerenden: Steve Hackett (gitaar), Randy McStine (gitaar, zang), Dave Kerzner (toetsen), Billy Sherwood (basgitaar, gitaar), Marco Minnemann (drums)
- Changes (6:09)
  - geschreven door Trevor Rabin, Jon Anderson, Alan White
  - uitvoerenden: Robert Berry (zang), Billy Sherwood (zang, gitaar, nasgitaar), Tom Brislin (piano), Jay Gore (gitaar), Fernando Perdomo Lap steel guitar, Hal Rosenfeld (marimba), Derek Cintron (drumstel), Dave Kerzner (toetsen, zang)
- I’m running (7:32)
  - geschreven door Trevor Rabin, Chris Swuire, Jon Anderson, Tony Kaye, Alan White
  - uitvoerenden: Robin Schell (zang), Billy Sherwood (zang, gitaar, basgitaar), Fernando Perdomo (akoestische gitaar, banjo, percussie), Dave Kerzner (toetsen), Marco Minnemann (drumstel)
- Acoustic medley (6:01)
  - medley van Your move (Jon Anderson), And you and I (Jon Anderson, Bill Bruford, Steve Howe, Chris Squire) en Wounderous stories (Jon Anderson)
  - uitvoerenden: Jon Davison (zang), Sally Minnear (zang, percussie), Johnny Bruhns (gitaar), Fernando Perdomo (akoestische gitaar, mandoline, akoestische basgitaar, zang), Dave Kerzner (harmonium, claviola, zang), Robin Schell (zang)
- Yesterday and today (3:23)
  - geschreven door Jon Anderson
  - uitvoerenden Danny Alay (zang, piano), Fernadno Perdomo (akoestische gitaar, toetsen, vibrafoon, drums, percussie)
- Long Distance Runaround (3:25)
  - geschreven door Jon Anderson
  - uitvoerenden: Leslie Hunt, John Demarkis, Walter Ino (zang), Fernado Perdomo (gitaar), Dave Kerzner (toetsen), Roger Houdaille (basgitaar), Jonathan Schang (drums)
- The fish (2:59)
  - geschreven door Chris Squire
  - uitvoerenden: Belly Sherwood (basgitaar, zang), John Demarkis (zang), Fernando Perdomo (gitaar), Derek Cintron (drumstel), Ken Sharp, Hal Rosenfeld, Makr Murdock (percussie)
- Starship Trooper (8:24)
  - geschreven door Jon Anderson, Chris Squire, Steve Howe
  - uitvoerenden: Francis Dunnery (zang, gitaar), Billy Sherwood (gitaar, basgitaar), Robin Schell (zang), Fernando Perdomo (gitaar, basgitaar), Roger Houdaille (twaalfsnarige gitaar), Dave Kerzner (orgel), Derek Centron (drumstel)

## Nasleep
Kerzner maakt in 2020 bekend dat hij onder de bandnaam Arc of Life een samenwerking aanging met yes-leden Billy Sherwood, Jon Davison en Jay Schellen. Het album genoemd naar de band verscheen in het voorjaar van 2021.